# Ubi (popolo)
Gli Ubi (in latino Ubii) erano un'antica popolazione germanica che abitò fino al 38 a.C. lungo la sponda destra del fiume Reno, di fronte all'attuale città di Colonia, confinando con i vicini Suebi, di cui furono anche tributari. Appartenenti, secondo Tacito, agli Istaevones, facevano dunque parte dei Germani occidentali. Confinavano a ovest con i Treveri; sul finire del I secolo a.C. passarono il Reno, stanziandosi in Gallia, per aver dato prova di fedeltà ai Romani.

## Storia

### Al tempo della conquista della Gallia da parte di Cesare
Nel 55 a.C., Cesare, poco prima di passare il Reno e compiere la prima incursione romana in territorio germanico, descriveva così questo popolo:
(Cesare, De bello Gallico, IV, 3, 3-4.)
L'inverno precedente due popoli germani, Tencteri ed Usipeti, avevano passato il Reno e chiedevano di potersi stanziare nei territori della Gallia, mentre gli Ubi chiedevano a Cesare di intervenire oltre il grande fiume, offrendogli la loro alleanza, per potersi liberare finalmente dal giogo dei vicini Suebi.
Il generale romano, che non aveva nessuna intenzione di permettere alle popolazioni germaniche di stabilirsi nei territori al di qua del Reno, decise di andar loro incontro, forte anche dell'appoggio degli Ubi.
I Germani, che si erano rifiutati di tornare nelle loro terre, furono pesantemente battuti dalle armate romane, tanto da far decidere a Cesare di attraversare il Reno per inseguirli. In Germania si accampò presso i nuovi alleati Ubi, e per 18 giorni operò tutta una serie di devastazioni nei vicini territori di Sigambri e Suebi, lasciando loro intendere di non portare più la guerra ai nuovi alleati dei Romani.
Due anni più tardi, nel 53 a.C. Gaio Giulio Cesare, passava di nuovo il Reno. Ancora una volta il suo obiettivo era quello di punire i Germani che avevano aiutato i Treviri. Una volta passato il grande fiume, gli Ubi gli andarono incontro, sostenendo di essere innocenti: di non aver violato i patti di alleanza con l'amico romano, e di non aver inviato aiuti ai Treviri, ed offrirono a Cesare nuovi ostaggi come due anni prima. Il condottiero romano credette alla loro versione dei fatti, venendo a conoscenza che erano stati i Suebi ad aver inviato gli aiuti in Gallia.
L'inverno stava ormai avanzando e non c'era tempo di condurre una nuova campagna in quelle terre così selvagge. Cesare decise allora di tagliare il ponte sul Reno, appena costruito, solo nel tratto finale, quello che conduce al territorio degli Ubi, mentre sulla sponda gallica lasciò a presidio 12 coorti, affinché i Germani non dimenticassero che in qualunque momento gli eserciti romani avrebbero potuto marciare contro di loro.

### Ai tempi di Marco Vipsanio Agrippa
Nel 38 a.C., Marco Vipsanio Agrippa divenuto governatore della Gallia, decise di passare il fiume Reno, a causa delle continue razzie compiute da parte della tribù germanica dei Suebi che abitavano lungo la sponda destra del grande fiume. La campagna vide il passaggio del fiume da parte delle armate romane nel territorio degli alleati Ubi, rimasti fedeli ai Romani fin dai tempi di Cesare, e delle successive devastazioni compiute da Agrippa nei territori nemici. Una volta date sufficienti dimostrazioni di forza con le armi, Agrippa tornò sulla sponda sinistra del grande fiume, permettendo agli alleati Ubi di trasferirsi in massa all'interno dei confini imperiali, garantendo così loro una maggiore protezione, riconoscente dei servigi prestati durante quell'anno di guerra.

### Integrati nell'Impero romano
Una volta trasferiti all'interno dei confini dell'Impero romano, gli Ubi rimasero fedeli alleati dei Romani, fondando per l'occasione una nuova città: Ara Ubiorum, la moderna città della Germania di Colonia. Essi erano stati collocati all'interno dell'Impero, non per essere controllati dai Romani, ma per tener lontani gli altri Germani.
In questa città, a partire dalla disfatta di Teutoburgo del 9 d.C. almeno fino al 17-18, soggiornarono due legioni: la legio I Germanica e la legio XX Valeria Victrix.
Durante la campagna di Germanico in Germania del 15 d.C., la città di Ara Ubiorum ricevette uno dei capi germani, un tal Segeste (fratello di Segimero), che implorava la pace per la sua fazione, ottenendone in seguito il perdono.
Sul finire dell'anno 58 sappiamo, infine, da Cornelio Tacito che la nazione degli Ubi fu colpita da un improvviso flagello: un terremoto di notevoli proporzioni, tanto che le "fiamme uscite dalla terra" s'appiccavano ai villaggi ed ai campi, avvicinandosi fino alle mura della capitale Colonia Claudia Ara Agrippinensium.
Ed ancora con la loro definitiva integrazione all'interno dei confini imperiali, il popolo degli Ubi cominciò a fornire truppe ausiliarie all'esercito romano come la cohors I Ubiorum equitata, posizionata all'epoca di Claudio nel Norico, sotto Domiziano e Nerva nella Mesia inferiore, spostata in seguito alle guerre di Traiano in Dacia, dove la troviamo ancora nel 179, sotto l'imperatore Marco Aurelio ed il governatore Publio Elvio Pertinace.